# 130-я танковая бригада (2-го формирования)
130-я отдельная танковая бригада — отдельная танковая бригада АБТВ Красной армии ВС Союза ССР, в годы Великой Отечественной войны.
Сокращённое действительное наименование формирования применяемое в документах — 130 тбр.

## История

### Первое формирование
Бригада сформирована 20 сентября 1941 года на базе 8-й танковой дивизии. На 30 сентября 1941 года формирование дислоцировались в селе Селидовка, Сталинская область, как и 131-я танковая бригада и 35-й отдельный ремонтно-восстановительный батальон. На 9 октября 1941 года 130-я танковая бригада личным составом была укомплектована, боевой материальной части бригада не имела, и к бою была не готова, докладывал Начальник Оперативно-строевого отдела УАБТВ Южного фронта подполковник Бажанов.
В октябре 1941 года 130-й мспб действовал отдельно от бригады в составе группы полковника Пушкина.
На 1 января 1942 года соединение содержалось по штатам №№ 010/303-310
В составе 6-й армии Юго-западного фронта участвовала в Харьковский операции 1942 года, где понесла тяжёлые потери в Харьковском котле в мае 1942 года. Управление бригады было почти полностью уничтожено. Пропали без вести в окружении: командир бригады — майор Бирюков Пётр Степанович, военный комиссар — ст. батальон. комиссар Козлов Григорий Фёдорович, зам. командира бригады — майор Каранда Василий Александрович, зам. командира бригады по тех. части — в/инженер 3-го ранга Кочубей Пётр Арсентьевич, пом. командира бригады по хоз. части — техник-интендант 1-го ранга Лушпа Алексей Макарович, начальник штаба — подполковник Малков Иван Илларионович, зам. нач. штаба по опер. работе — майор Коренюк Григорий Акимович, пом. нач. штаба по разведке — капитан Разумовский Липа Михайлович, пом. нач. штаба по спец. связи — капитан Межерицкий Владимир Григорьевич, офицер связи — капитан Головинский Сергей Викторович.

10 апреля 1942 года бригада обращена на формирование 130-й танковой бригады (2-го формирования).

### Второе формирование
Соединение сформировано в селе Чернецкое юго-западнее города Купянск (Юго-Западный фронт) в период с 2 по 7 июня 1942 года из личного состава 57-й, 130-й, 131-й танковых бригад и 23-й мотострелковой бригады 23-го танкового корпуса и 198-й и 199-й танковых бригад 21-го танкового корпуса. И была включена в состав 23-го танкового корпуса. 16 июня 1942 года бригада передислоцировалась в район Валуйки на Юго-Западный фронт и вошла в состав 24-го танкового корпуса и подчинена 57-й армии.
29 июня 1942 года соединение в составе 24-го танкового корпуса вошла в подчинение Брянского фронта в районе Старый Оскол. 9 июля 1942 года формирование в составе 24-го танкового корпуса поступила в подчинение Воронежского фронта и вошла в состав 6-й армии.
27 октября 1942 года бригада в составе 24-го танкового корпуса выведена в резерв Ставки ВГК на доукомплектование и к 13 ноября 1942 года сосредоточилась в районе Тамбова (Приволжский ВО).
6 декабря 1942 года бригада в составе 24-го танкового корпуса передислоцировалась на Юго-Западный фронт.
В декабре 1942 года бригада участвовала в рейде по тылам немецких войск, более известном как «Тацинский рейд генерала Баданова»
26 декабря 1942 года за мужество и героизм личного состава проявленные в боях с немецко-фашистскими захватчиками бригада награждена почётным званием «Гвардейская», и преобразована в 26-ю гвардейскую танковую бригаду.

## Состав
Бригада формировалась по штатам №№ 010/75 - 010/83:
- Управление бригады [штат № 010/75]
- 130-я рота управления [штат № 010/76]
- 130-я разведывательная рота [штат № 010/77]
- 130-й танковый полк [штат № 010/78]
- 130-й моторизованный стрелковый батальон [штат № 010/79]
- 130-й зенитный дивизион [штат № 010/80]
- 130-я автотранспортная рота [штат № 010/81]
- 130-я ремонтно-восстановительная рота [штат № 010/82]
- 130-й медико-санитарный взвод [штат № 010/83]

На 1 января 1942 года содержалась по штатам №№ 010/303-010/310 от 09.12.1941 г.:
- Управление бригады [штат № 010/303]
- Рота управления [штат № 010/304]
- Разведывательная рота [штат № 010/305]
- 260-й отдельный танковый батальон [штат № 010/306]
- 261-й отдельный танковый батальон [штат № 010/306]
- Мотострелково-пулемётный батальон [штат № 010/307]
- Ремонтно-восстановительная рота [штат № 010/308]
- Автотранспортная рота [штат № 010/309]
- Медико-санитарный взвод [штат № 010/310]

Директивой НКО № УФ2/884 от 25.10.1942 г. переведена на штаты №№ 010/270-010/277 от 31.07.1942:
- Управление бригады [штат № 010/270]
- 1-й отдельный танковый батальон [штат № 010/271]
- 2-й отдельный танковый батальон [штат № 010/272]
- Мотострелково-пулемётный батальон [штат № 010/273]
- Истребительно-противотанковая батарея [штат № 010/274]
- Рота управления [штат № 010/275]
- Рота технического обеспечения [штат № 010/276]
- Медико-санитарный взвод [штат № 010/277

## В составе
Периоды вхождения в состав Действующей армии:
- с 20.09.1941 по 10.04.1942 года — I формирование
- с 07.06.1942 по 26.10.1942 года — II формирование
- с 06.12.1942 по 26.12.1942 года — II формирование

| Дата            | Фронт (округ)      | Армия                | Корпус               | Дивизия | Бригада | Примечания |
| --------------- | ------------------ | -------------------- | -------------------- | ------- | ------- | ---------- |
| 01.10.1941 года | Южный фронт        |                      |                      |         |         |            |
| 01.11.1941 года | Южный фронт        |                      |                      |         |         |            |
| 01.12.1941 года | Южный фронт        |                      |                      |         |         |            |
| 01.01.1942 года |                    | 57-я отдельная армия |                      |         |         |            |
| 01.02.1942 года | Южный фронт        |                      |                      |         |         |            |
| 01.03.1942 года | Южный фронт        | 57-я армия           |                      |         |         |            |
| 01.04.1942 года | Южный фронт        | 57-я армия           |                      |         |         |            |
| 01.06.1942 года | Юго-западный фронт |                      | 23-й танковый корпус |         |         |            |
| 01.07.1942 года | Брянский фронт     |                      | 24-й танковый корпус |         |         |            |
| 01.08.1942 года | Воронежский фронт  |                      | 24-й танковый корпус |         |         |            |
| 01.09.1942 года | Воронежский фронт  |                      | 24-й танковый корпус |         |         |            |
| 01.10.1942 года | Воронежский фронт  |                      | 24-й танковый корпус |         |         |            |
| 01.11.1942 года | РВГК               |                      | 24-й танковый корпус |         |         |            |
| 01.11.1942 год  | РВГК               |                      | 24-й танковый корпус |         |         |            |

## Командиры

### Командиры бригады
- Пушкин Ефим Григорьевич, полковник, 00.09.1941 - 00.03.1942 года [4]
- Бирюков Пётр Степанович, майор (25.05.1942 остался в окружении)[5]
- Нестеров Степан Кузьмич, подполковник, 07.06.1942 - 26.12.1942 года.[6]

### Начальники штаба бригады
- Малков Иван Илларионович, подполковник (25.05.1942 остался в окружении)[7]
- Шанин Виктор Кузьмич, майор, 27.08.1942 - 26.12.1942 года.[8]

### Начальник политотдела, заместитель командира по политической части
- Николаев Мирон Захарович, старший батальонный комиссар, 24.09.1941 - 28.03.1942 года.
- Левит Моисей Гильевич, старший батальонный комиссар, с 23.11.1942 подполковник, 28.03.1942 - 26.12.1942 года.

## Отличившиеся воины
- Нечаев, Михаил Ефимович, капитан, командир 2-го танкового батальона.

## Интересный факт
- в настоящее время в экспозиции парка «Патриот» находится М3 Лёгкий из состава 2-го танкового батальона 130-й танковой бригады, утопленный в ночь с 7 на 8 июля 1942 года[9].